# Pi Serpentis
Pi Serpentis (π Ser / 44 Serpentis) es una estrella en la constelación de Serpens, situada en la cabeza de la serpiente, Serpens Caput.
Se encuentra, de acuerdo a la nueva reducción de los datos de paralaje de Hipparcos, a 179 años luz del sistema solar.
Pi Serpentis es una estrella de la secuencia principal de tipo espectral A3V con una temperatura efectiva de 8830 K y una luminosidad 38 veces superior a la luminosidad solar.
Con un diámetro entre 2,0 y 2,3 veces más grande que el diámetro solar, gira sobre sí misma con una velocidad de rotación proyectada de 128 km/s, unas 64 veces mayor que la del Sol.
Tiene una masa 2,1 veces mayor que la masa solar y una edad estimada de 300 millones de años.
Al igual que en otras estrellas semejantes como β Pictoris, Denébola (β Leonis) o δ Cassiopeiae, Pi Serpentis está rodeada por un disco circunestelar de polvo, detectado por el observatorio espacial IRAS.
La temperatura del polvo es de 45 K, y el radio del disco —considerando que los granos de polvo se comportan como un cuerpo negro— es de 211 UA.
Pi Serpentis presenta una metalicidad considerablemente más alta que la solar ([Fe/H] = +0,38).
De 18 elementos evaluados, sólo el zirconio es menos abundante que en el Sol ([Zr/H] = -0,70), siendo el resto sobreabundantes en relación con los niveles solares.
Entre todos ellos destacan el itrio y el sodio, cuyos contenidos son, respectivamente, 11 y 28 veces más elevados que los solares.